# Chimiogénomique

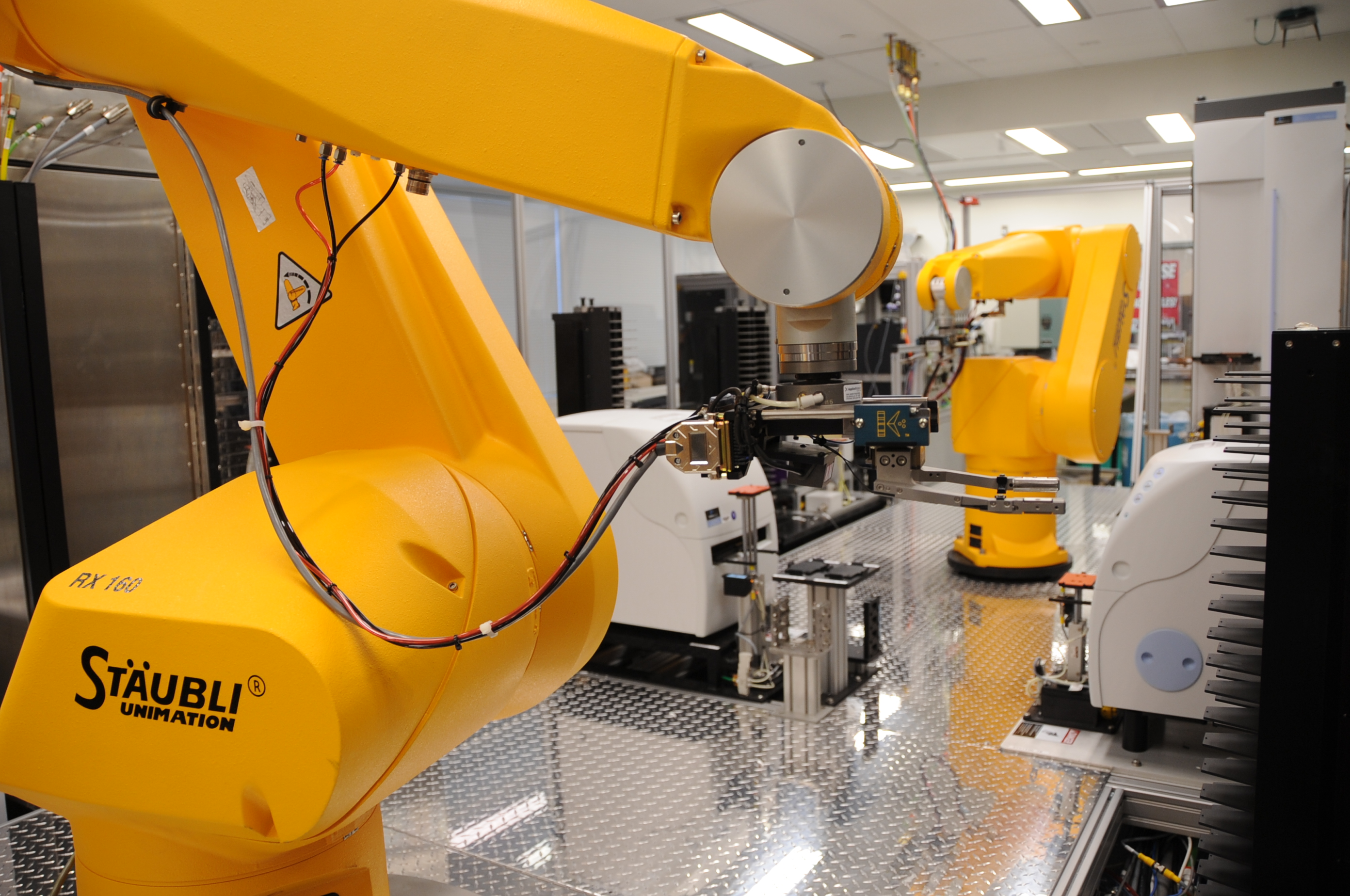
Un robot chimiogénomique.

La chimiogénomique (chimio, racine française) ou chemogénomique (chemo, racine latine ; provenant du mot anglais chemogenomics) peut être définie comme la science ayant pour objet l'étude de la réponse du génome à un composé chimique. 
Cependant, les avancées technologiques simultanées dans les domaines de la biologie (séquençage des génomes) et de la chimie (Microplaques de composés chimiques) modifient les processus de recherche dans ce domaine scientifique.
En effet, l'automatisation des tâches permet, aujourd'hui, d'étudier les réponses biologiques d'une large gamme de composés chimiques (ligands) sur une multitude de cibles. 
La chimiogénomique peut alors être définie comme la science ayant pour objectif l'étude des réponses génomiques à des composés chimiques.  
En pharmaceutique, une de ses applications est l'identification rapide de nouveaux candidats-médicaments et de leurs cibles dans les premières phases de recherche et de développement (R&D), en allant de l'identification de la cible et à sa validation, en passant par la conception du composé avec ses voies synthèses, ses tests biologiques et son profil ADME.